# Осташево (гмина)
Осташево (пол. Ostaszewo) — сельская гмина (волость) в Польше, входит как административная единица в Новодвурский повет, Поморское воеводство. Население — 3280 человек (на 2004 год).

## Демография
| Перепись                       | Всего   | Всего | Женщины | Женщины | Мужчины | Мужчины |
| ------------------------------ | ------- | ----- | ------- | ------- | ------- | ------- |
| Единицы                        | человек | %     | человек | %       | человек | %       |
| Население                      | 3280    | 100   | 1600    | 48,8    | 1680    | 51,2    |
| Плотность населения (чел./км²) | 54,1    | 54,1  | 26,4    | 26,4    | 27,7    | 27,7    |

## Соседние гмины
1. Гмина Цедры-Вельке
2. Гмина Лихновы
3. Гмина Новы-Двур-Гданьски
4. Гмина Новы-Став
5. Гмина Стегна
6. Гмина Сухы-Домб